# Conclave de 1585
Le conclave de 1585 se déroule à Rome, du 21 au 24 avril 1585, juste après la mort du pape Grégoire XIII et aboutit à l'élection du cardinal Felice Peretti Montalto qui devient le pape Sixte V.

## Source
- (en) Cet article est partiellement ou en totalité issu de l’article de Wikipédia en anglais intitulé « Papal conclave, 1585 » (voir la liste des auteurs).